# Aigueperse (Puy-de-Dôme)
Aigueperse település Franciaországban, Puy-de-Dôme megyében. Lakosainak száma 2700 fő (2022. január 1.). Aigueperse Montpensier, Chaptuzat, Bussières-et-Pruns, Artonne, Aubiat és Vensat községekkel határos.

## Népesség
A település népességének változása:
| Lakosok száma | 2666 | 2709 | 2752 | 2732 | 2756 | 2767 | 2770 | 2736 | 2700 |
|               | 2013 | 2015 | 2016 | 2017 | 2018 | 2019 | 2020 | 2021 | 2022 |